# Parcours du mur de Berlin

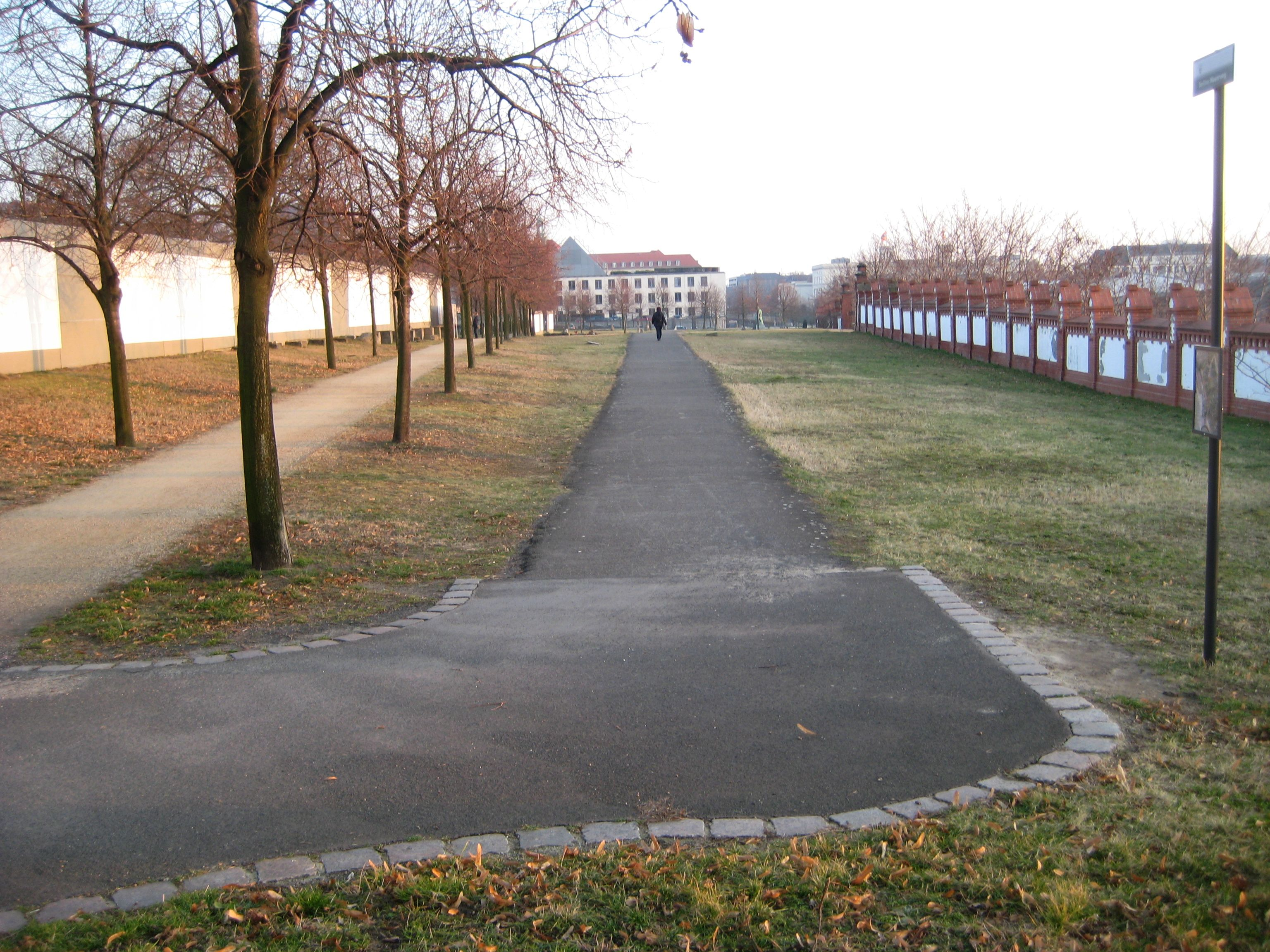
Parcours du mur de Berlin près du Cimetière des Invalides

Le parcours du mur de Berlin est une piste cyclable et piétonne d'environ 160 kilomètres de long se trouvant à Berlin et Brandebourg. Il suit en grande partie l'ancien tracé du mur de Berlin à Berlin-Ouest. Il emprunte principalement l'ancien chemin de ronde des troupes frontalières de la République démocratique allemande ou emprunte le sentier douanier en périphérie de Berlin-Ouest. Un certain nombre de témoignages et d'informations jalonnant le tracé rappellent l'histoire du mur.

## Histoire

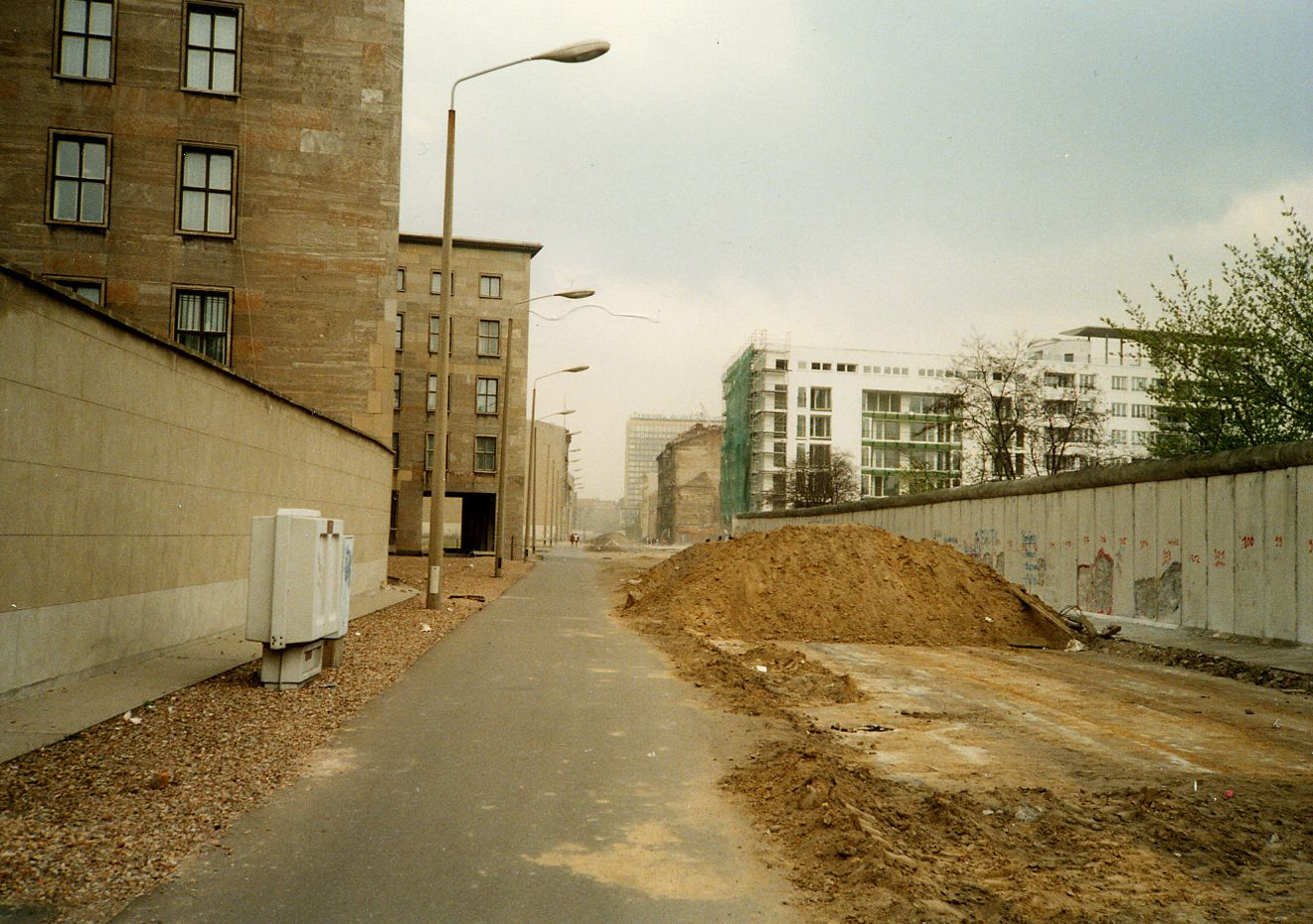
Chemin de ronde à côté du mur de Berlin sur la Niederkirchnerstraße, Centre de Berlin, 1990

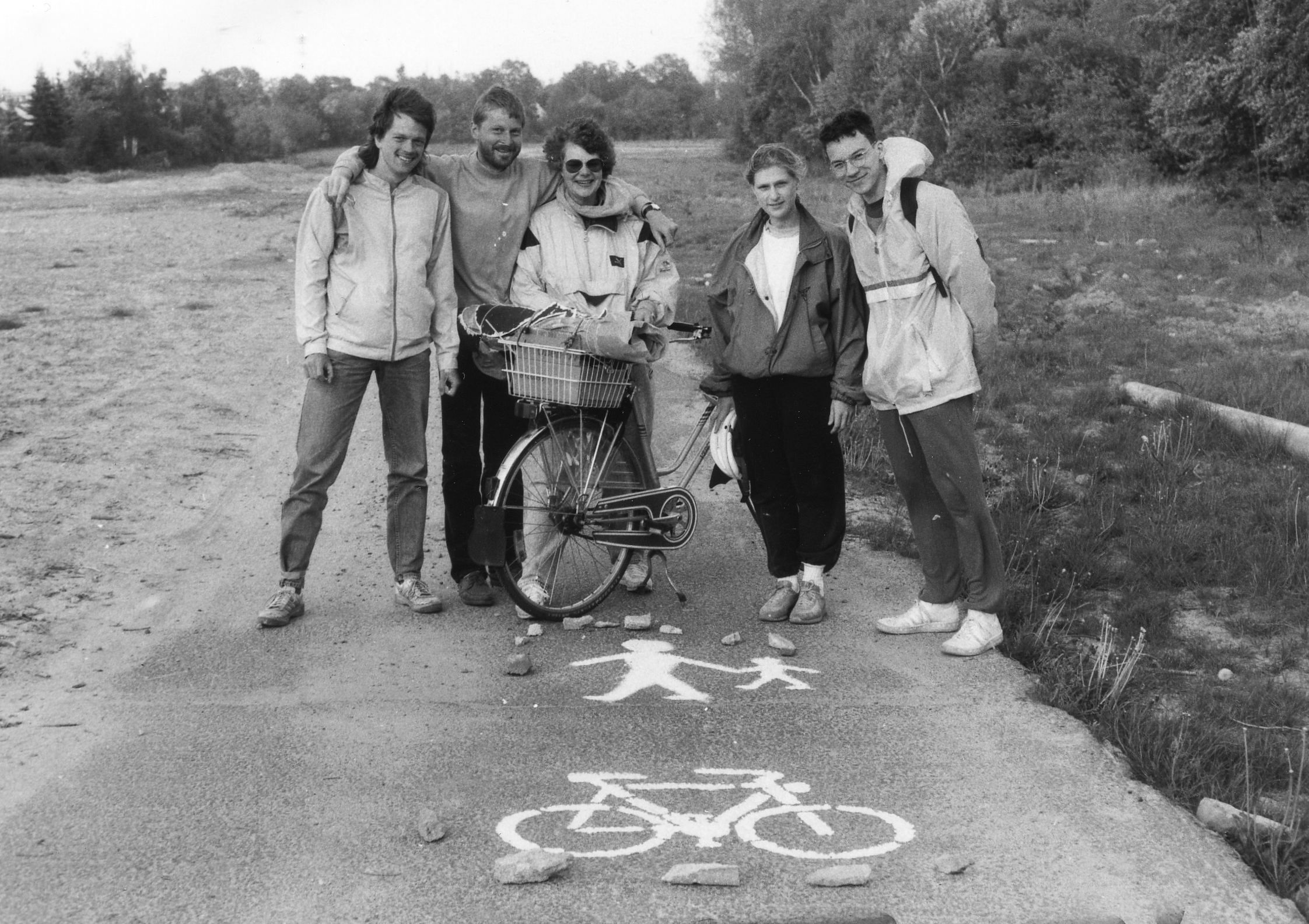
Militants de l'ADFC sur la piste du mur, Berlin-sud, 1991

C'est lors de la division de l'Allemagne durant la Guerre froide que la frontière séparant Berlin-Ouest de Berlin-Est et de la périphérie étendue de la RDA dans l'ancien District de Potsdam, dont le tracé est alors en grande partie incertain, est fixée dès le 13 août 1961 par le mur de Berlin. Le dispositif frontalier est renforcé l'année suivante. Il se compose généralement de plusieurs murs de protection successifs, de clôtures ou d'autres équipements de sécurité, afin de couvrir une bande frontalière plus large. Un chemin de ronde depuis lequel les troupes frontalières de la République démocratique allemande effectuent des patrouilles était présent à côté de la plupart des tronçons.
Les premières mesures de démolition du mur de Berlin sont entreprises quelques mois après l'ouverture des frontières, le 9 novembre 1989. En effet, l'union économique et monétaire des deux Allemagne au 1er juillet 1990 et la suppression totale des contrôles aux frontières rendent son existence inutile. Par la suite, les postes de contrôle sont presque tous démontés. Le chemin de ronde des troupes frontalières de la République démocratique allemande, qui se trouvait tout le long du mur, devient alors librement accessible sur presque toute sa longueur.
Après la chute du mur, les défenseurs de l'environnement et les associations cyclistes ne tardent pas à proposer des initiatives visant à préserver et restituer à son état naturel l'espace non bâti où le mur se tenait auparavant dans la région de Berlin-Ouest. Le chemin de ronde doit devenir un sentier de randonnée et une piste cyclable autour de Berlin. Grâce à la plantation d'arbres, l'idée de faire de l'ancien tracé une ceinture verte autour de la ville prendra forme dans certains endroits. En 1990, les représentants de l'Allgemeinen Deutschen Fahrrad-Clubs (ADFC) délimitent la piste à l'aide de pictogrammes autorisant l'accès aux piétons et cyclistes,. En 1991, la Bund für Umwelt und Naturschutz Deutschland (BUND), une organisation non-gouvernementale allemande visant à la protection de l'environnement, propose de créer une randonnée piétonne et cycliste ininterrompue tout autour de la ville. Quelques années plus tard, les défenseurs du patrimoine se prononcent en faveur de la préservation de la plus large partie possible des vestiges du dispositif frontalier. En revanche, les habitants et les représentants municipaux penchent plutôt pour une suppression rapide de l'ancien chemin de ronde, notamment par souci de conformité aux impératifs de sécurité du site.

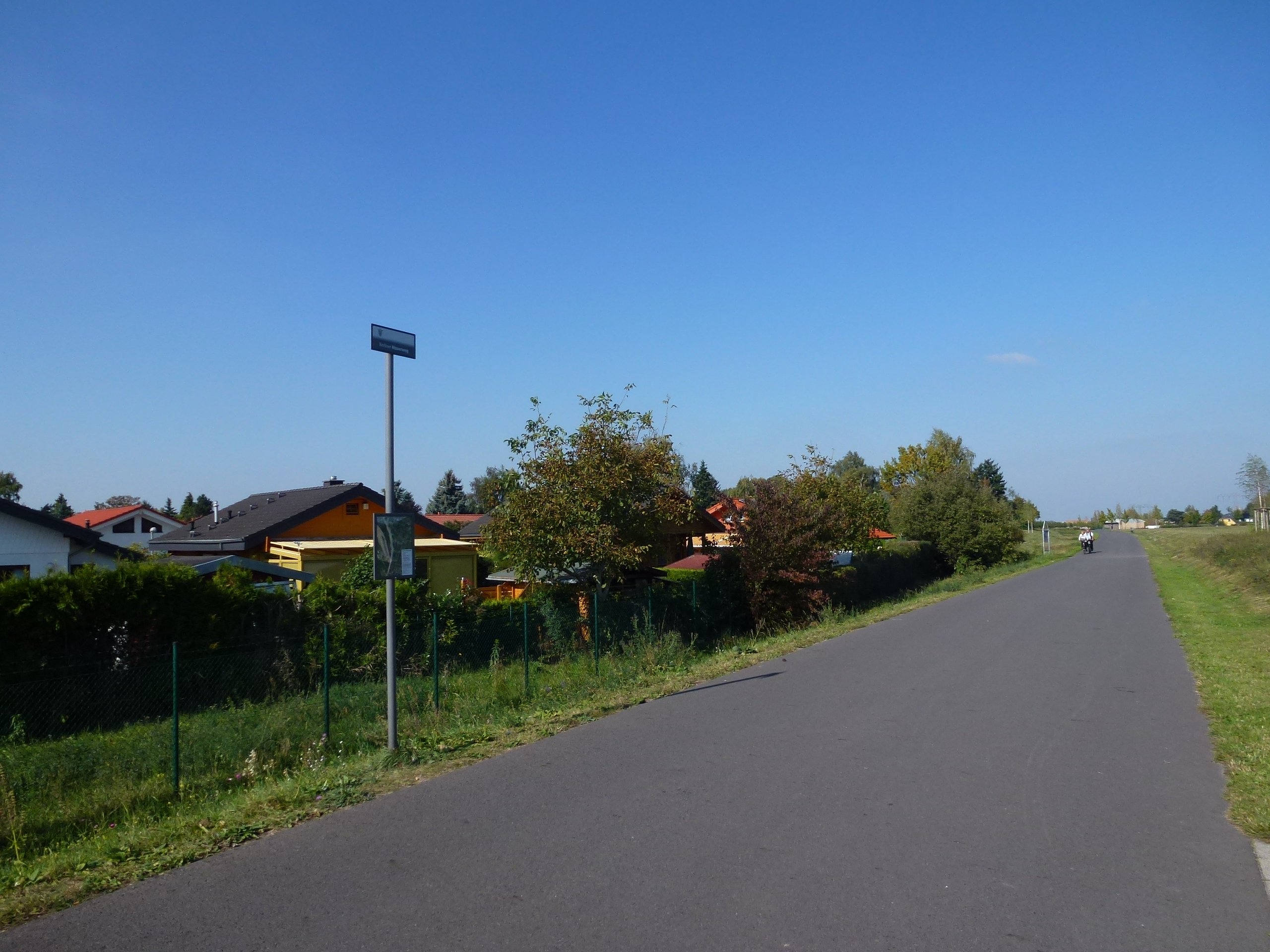
Nouvel aménagement d'une section du parcours du mur entre Berlin-Altglienicke et Berlin-Rudow et sa table d'orientation, début des années 2000

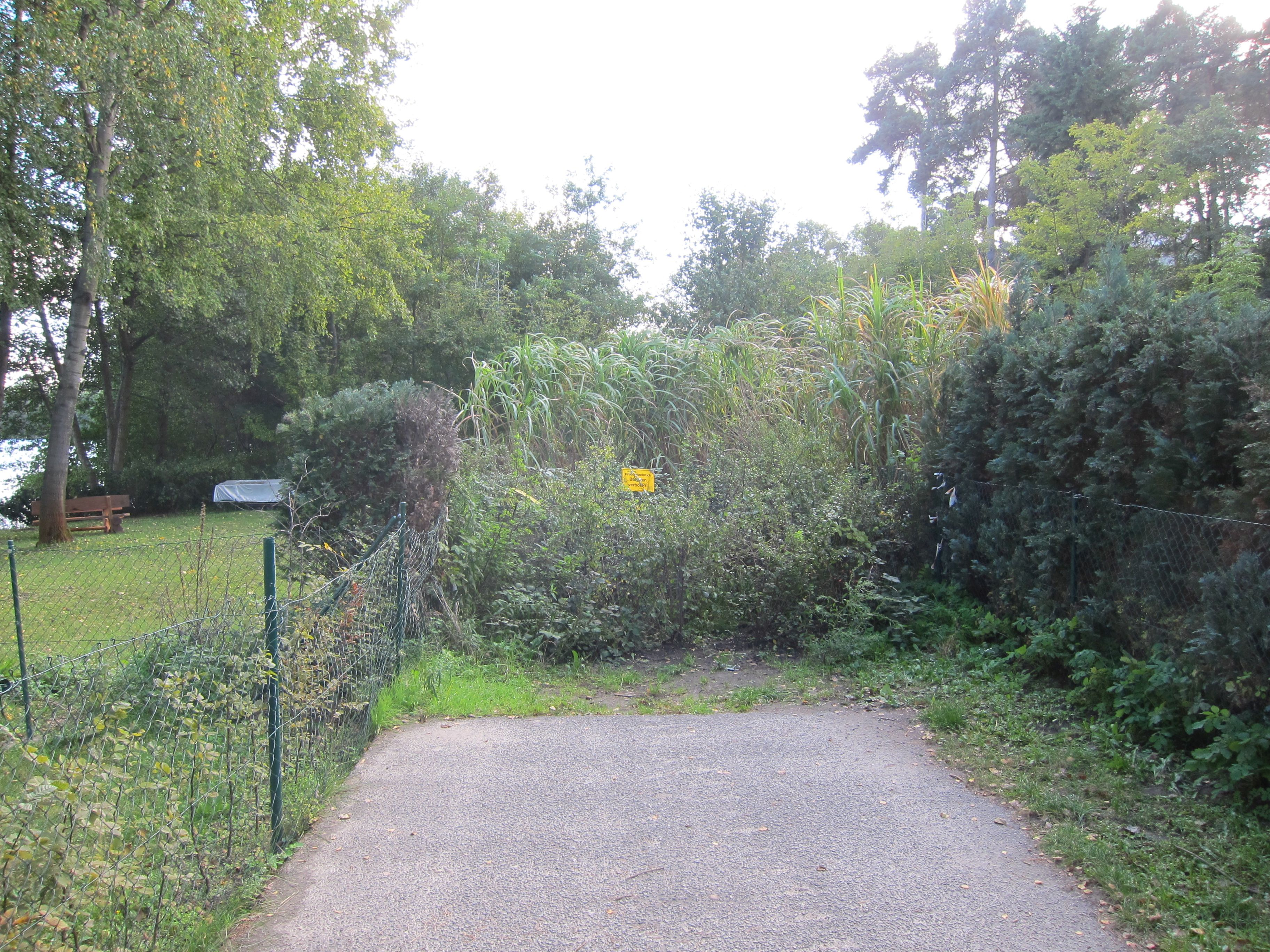
Parcours du mur bloqué par des habitants à Groß Glienicke

Cependant, il n'existe aucune sécurisation systématique du chemin par les autorités locales. Les années suivantes, la plus grande partie de l'ancien tracé du mur est aménagée, principalement dans le centre de Berlin. Le chemin de ronde a également disparu ou été interrompu sur d'autres sections. En 1996 se tiennent de nouvelles manifestations de l'ADFC dénonçant la destruction du chemin de ronde et demandant un parcours ininterrompu autour de la ville.
Dans les années 2000, un certain regain d'intérêt pour la mémoire de ce terrain invite à le préserver. Ainsi, depuis 2001, Michael Cramer et d'autres personnalités politiques du parti centre-gauche Alliance 90/Les Verts de Berlin organisent tous les ans des balades sur les traces du mur de Berlin, connues en allemand sous le nom de Mauerstreifzüge. Entre 2002 et 2006, à l'initiative du Sénat de Berlin, on aménage le parcours du mur tout autour de la ville. Pour remplacer certaines portions du chemin ayant disparu, il faut créer d'autres modalités de déplacement. Les infrastructures, aussi bien neuves que rénovées, fragmentent également le parcours. En 2004, au niveau de la frontière entre le quartier Berlin-Lichterfelde et la ville de Teltow, un passage souterrain est aménagé sous la ligne de train Berlin-Halle pour que cet ancien sentier douanier  ne disparaisse pas du parcours historique.
Au niveau de Lichtenrade, sur la ligne de train Berlin-Dresde, le passage demeure cependant impossible. Un long détour par des rues, en partie pavées, s'avère donc nécessaire. La société ferroviaire Deutsche Bahn répond aux critiques concernant l'impossibilité de traverser : "Au regard de la loi, ce parcours du mur n'est pas une véritable voie de circulation". En 2012, le Landtag du Brandebourg décide d'allouer un budget de 250 000 euros à la construction d'un passage souterrain sous la voie de chemin de fer. Pourtant, la réalisation de ce projet prend du retard. En effet, sur cette ligne interrégionale Berlin-Dresde, les aménagements nécessaires au projet sont eux-mêmes sans cesse repoussés.
Depuis avril 2009, à Potsdam, sur les bords du lac Griebnitzsee certains propriétaires terriens bloquent l'accès à une partie du parcours du mur. Un scénario identique se déroule depuis l'été 2009 le long d'un autre lac, le Groß Glienicker See. Or, ces deux cas ont déclenché une interminable guerre juridique entre la ville de Potsdam et les propriétaires. En 2013, dans la commune de Schönefeld un autre particulier bloque l'accès à son terrain et ampute le parcours du mur d'une partie historique ; le chemin de ronde. On s'emploie donc à aménager d'autres chemins pour inclure dans le parcours du mur cette ancienne zone de contrôle militaire.

## Déroulement du parcours

### Informations générales

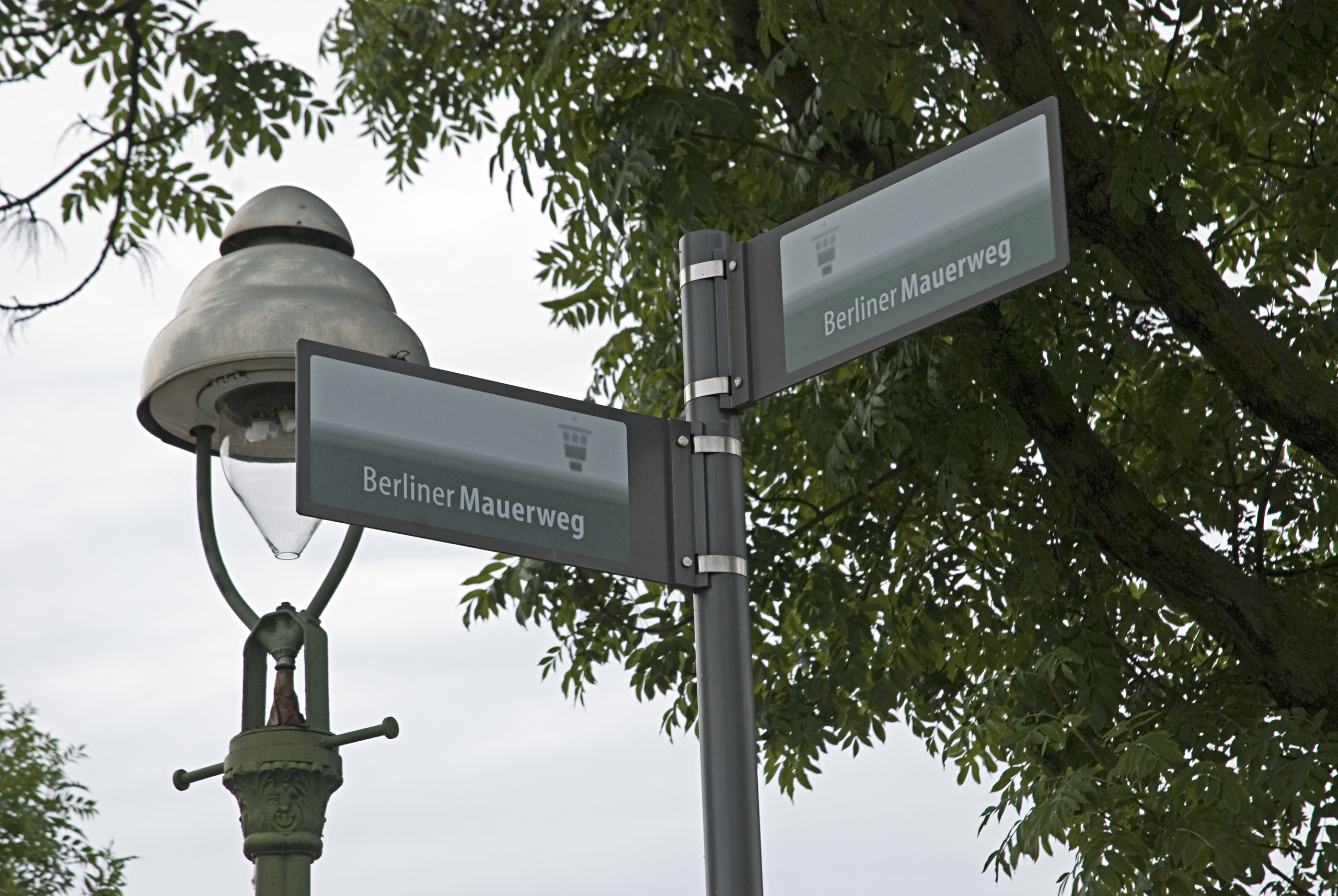
Panneau signalétique du parcours

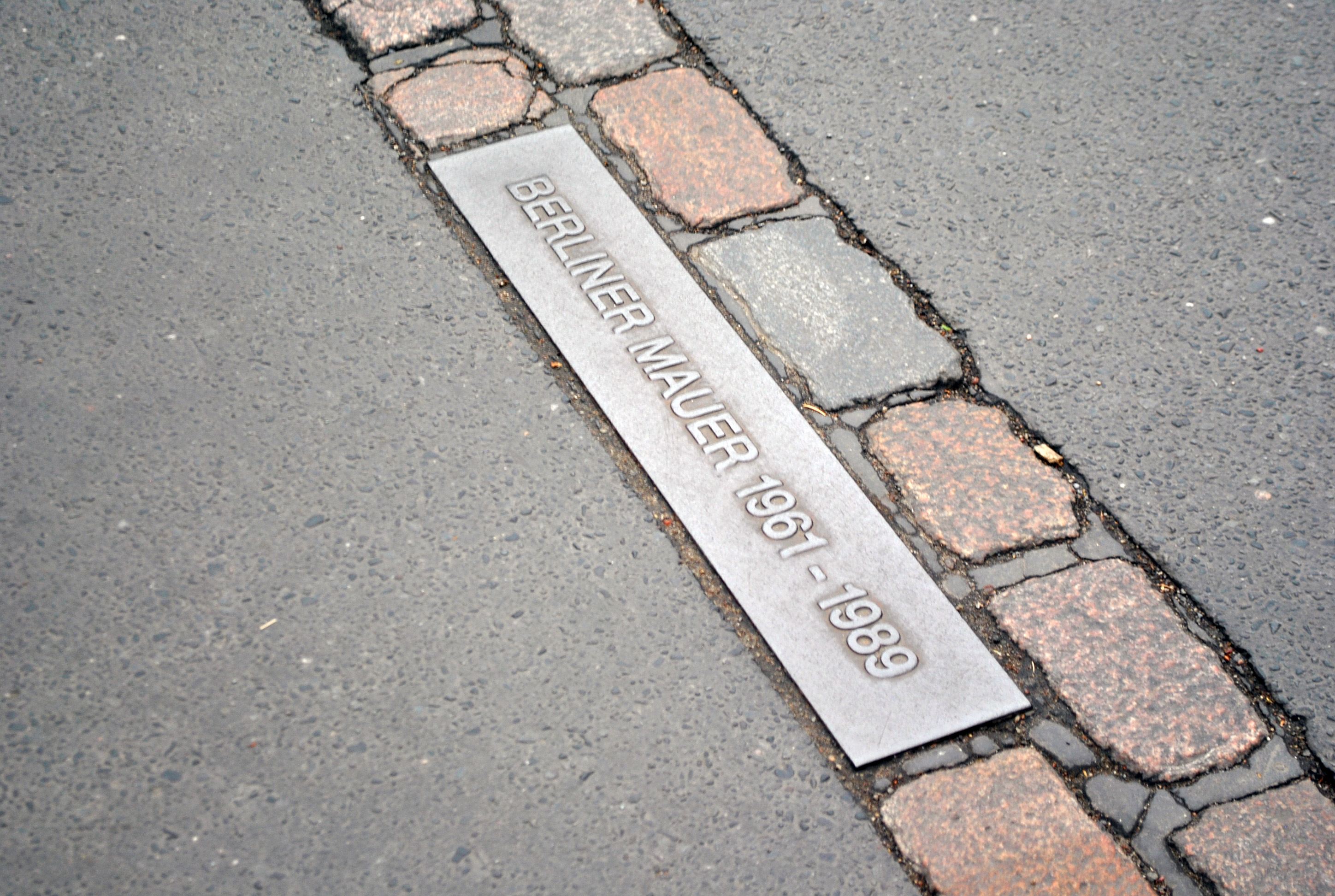
Pavés incrustés dans la chaussée et représentant le tracé du mur

Au total, le parcours du mur de Berlin s'étend sur environ 160 kilomètres ; il divise le centre-ville sur 50 kilomètres  et constitue, sur les 110 kilomètres restant, la frontière de Berlin-Ouest avec sa périphérie. Le site officiel de Berlin présente le parcours du mur en 14 étapes qui débutent et finissent à proximité de stations de métro (U-Bahn) ou d'autres transports en commun.
Lorsque la frontière traverse la ville passe par des rues, la démarcation en mémoire du mur est représentée par deux rangées de pavés incrustés dans la chaussée. À différents endroits, de nombreux panneaux d'indication retracent l'histoire du mur et viennent guider les promeneurs.
Le chemin est largement goudronné puisque l'on a gardé, même après 2000, des morceaux usés de la chaussée originelle à côté du nouveau dallage. Seuls quelques très courts passages ne sont pas consolidés. Certaines portions, souvent même les plus petites, ont été pavées. Le parcours du mur est relié à plusieurs autres grands itinéraires de randonnées cyclistes. Parmi ces itinéraires : la véloroute R1 (Europaradweg R1), le parcours Berlin-Copenhague (Radweg Berlin–Kopenhagen), Berlin-Île d'Usedom (Radfernweg Berlin–Usedom), Berlin-Leipzig (Radweg Berlin–Leipzig), et enfin les pistes cyclables le long de la Havel (Havelradweg), et de la Spree (Spreeradweg).
Tout le long du parcours du mur, on croise des panneaux signalétiques sur lesquels est inscrit en allemand Berliner Mauerweg en lettres blanches sur fond gris.

### Du centre-ville aux limites de la ville en passant par Schönefeld
Depuis la Potsdamer Platz, le parcours du mur de Berlin passe d'abord surtout dans les rues de la ville, le long de l'ancienne frontière, en passant notamment par le mémorial Topographie des Terrors, Checkpoint Charlie, l'ancien poste-frontière Heinrich-Heine-Straße et au niveau du restaurant Engelbecken. À partir du pont Schilling, près de la  Gare de l'Est, le parcours passe sur la rive nord de la Spree, dans le quartier de Friedrichshain, qui appartenait autrefois à Berlin-Est, et le long de l'East Side Gallery. Il change de rive par le pont Oberbaumbrücke (ancien poste-frontière) et arrive dans le quartier de Kreuzberg. Il continue dans le quartier de Treptow, puis le long du Landwehrkanal. Entre Treptow et Neukölln, le parcours sillonne en grande partie les rues longeant la frontière. Il continue ensuite vers le sud-est, le long de la Kiefholzstraße. Une piste cyclable très bien aménagée commence à la hauteur de la gare de Plänterwald et s'étend jusqu'aux limites de la ville en passant par Schönefeld, à l'exception d'une courte partie. La piste cyclable est interrompue sur une petite distance dans le quartier de Baumschulenweg, au niveau de la Britzer Allee, à l'ouest de l'ancien poste-frontière Sonnenallee. Les cyclistes sont ici momentanément séparés des piétons et redirigés vers Neukölln. Au niveau de la Chris-Gueffroy-Allee, le parcours du mur de Berlin traverse le Canal de Britz pour rejoindre à nouveau l'ancien Berlin-Est. Cette rue est nommée en hommage à Chris Gueffroy, qui y est exécuté en 1989 par des gardes-frontières de la RDA. Une stèle commémorative a été installée en son honneur. Au niveau du carrefour entre le canal de Britz, le canal navigable de Neukölln et le canal de Teltow, le parcours se poursuit jusque dans le quartier d'Adlershof, le long du Teltow, parallèlement à la Bundesautobahn 113 et pour finir, entre les quartiers de Rudow à l'ouest et de Altglienicke à l'est.

### Le long de la frontière sud de la ville

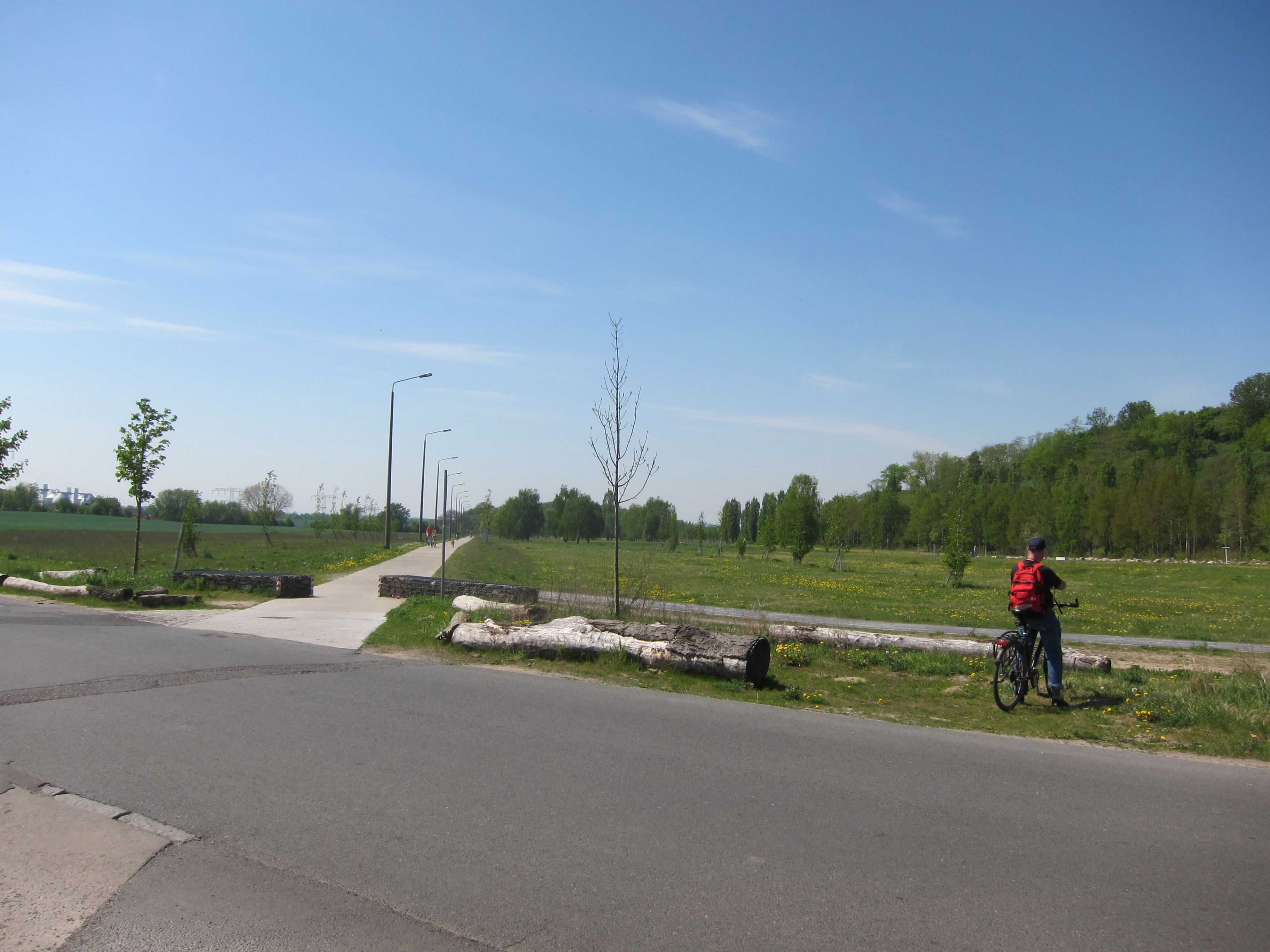
Parcours du mur de Berlin (tout droit) au niveau de Dörferblick, dans le sud de Berlin, à côté du quartier de Schönefeld avec lampadaires originaux.

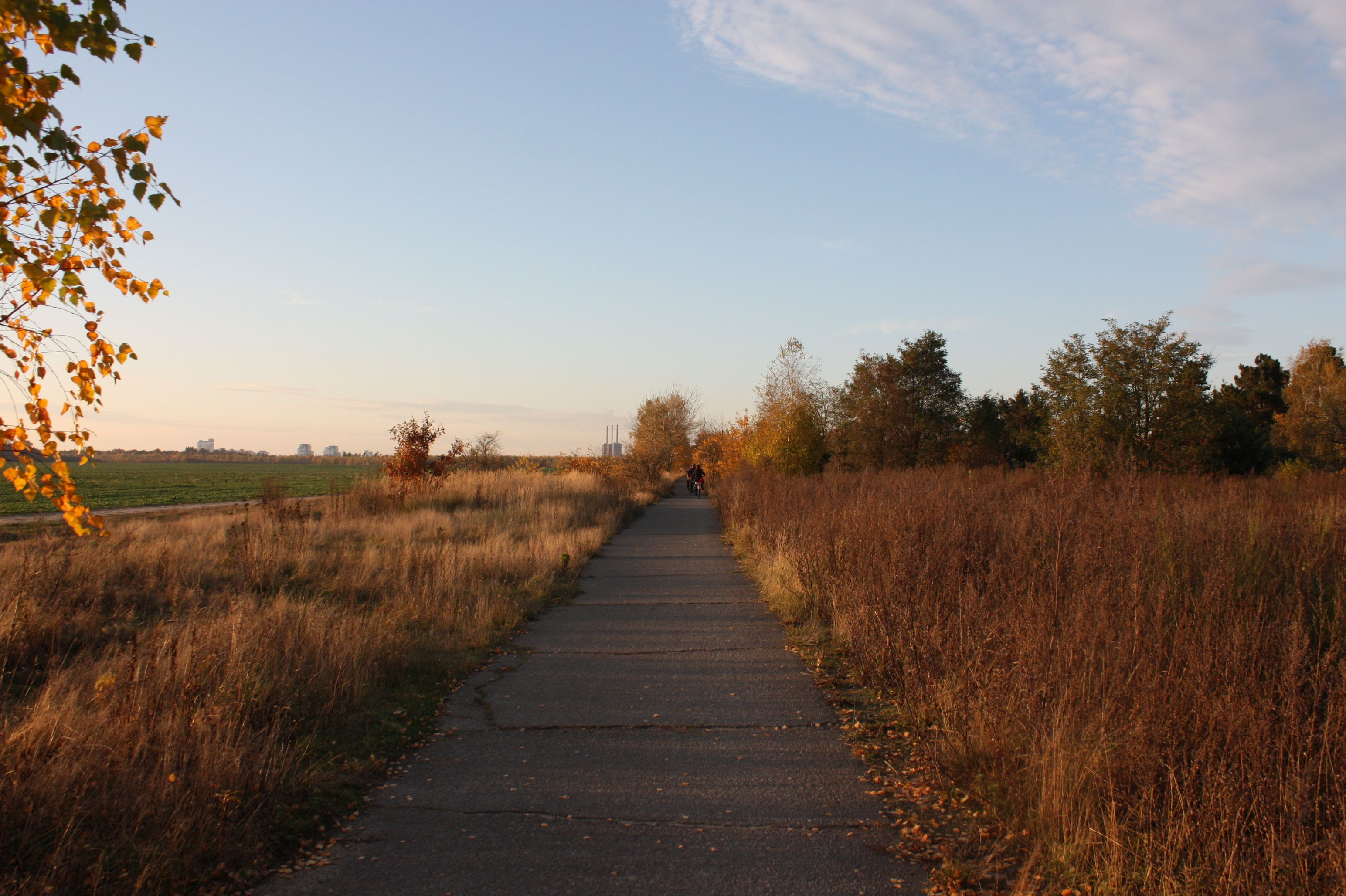
Parcours du mur de Berlin à la frontière de la ville, à l'ouest de Lichtenrade, avec la centrale de Lichterfelde en arrière-plan

À Schönefeld, le parcours se trouve d'abord du côté berlinois de la frontière. Puis, plusieurs routes provisoires contournent une courte partie fermée en passant par la commune de Schönefeld. Entre la colline de Dörferblick et le quartier de Lichtenrade se trouve le village de Großziethen, une enclave au nord de la frontière que suit le parcours du mur. Celui-ci emprunte par moments les rues de la ville à l'écart de la frontière. La bande frontalière est elle-même accessible, bien que le chemin ne soit pas goudronné. Au sud du quartier de Lichtenrade, faute de passages pour traverser la ligne de chemin de fer qui relie Berlin à Dresde, le parcours est dévié dans une zone de lotissements avant de rejoindre la frontière par l'ouest. 
Le parcours se poursuit de Lichtenrade à Lichterfelde puis Teltow, parfois recouvert de végétation. Alors que la portion berlinoise du parcours jusqu'à la limite de la ville donne à voir des paysages très urbains, passant parfois dans des zones de lotissements, du côté du Land de Brandebourg, le parcours traverse des zones souvent vierges de toute construction. L'initiative citoyenne pour le plateau de Teltow vise à préserver cette « périphérie verte ». Au nord, le parcours passe à côté de l'ancien village de Osdorf, dont les habitants ont été déplacés en 1968 par les dirigeants de la RDA, en raison de leur grande proximité avec la frontière. À « Japaneck », un tronçon de 1,5 kilomètre est bordé de cerisiers du Japon, qui ont été plantés là après la chute du mur. Chaque année, au printemps, s'y déroule un festival des fleurs de cerisiers. À cet endroit, le parcours du mur passe sur quelques mètres sur la zone berlinoise, où un passage avait été aménagé sous la ligne de chemin de fer Berlin-Halle.
Le parcours passe par Teltow, le sud de Zehlendorf et Kleinmachnow, puis continue jusqu'à Königsweg et traverse un moment la forêt du côté berlinois. Derrière Kohlhasenbrück, près de la gare de Griebnitzsee, se trouve Potsdam. Le parcours passe par la rue Karl-Marx-Straße afin de contourner le chemin de ronde de Griebnitzsee, condamné par les riverains. À Klein Glienicke, il traverse le canal de Teltow et arrive au pont de Glienicker, dans la zone berlinoise.

### De Potsdam à Frohnau

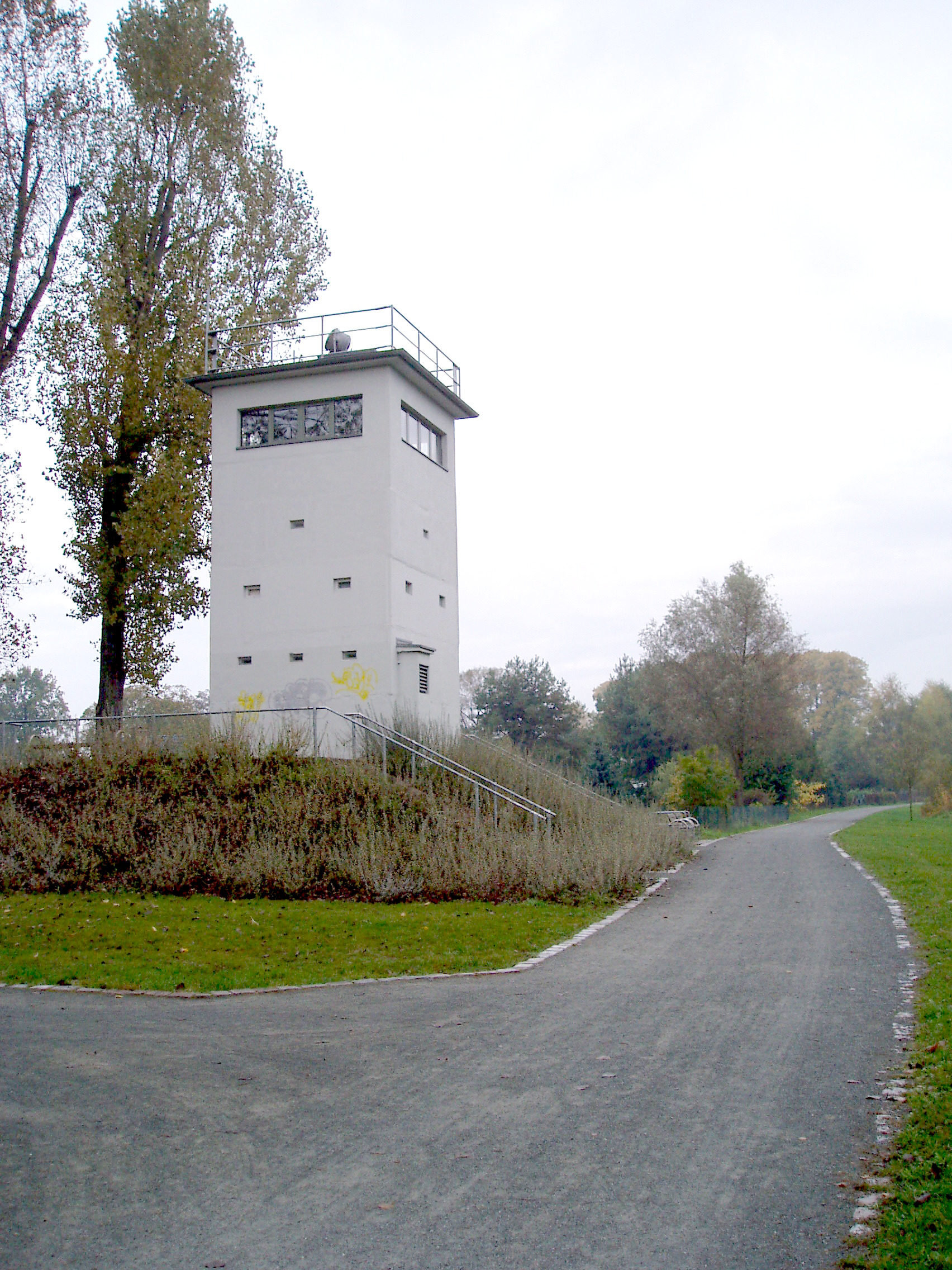
Mirador du hameau de Nieder Neuendorf, près de Hennigsdorf, accueillant une petite exposition sur le mur

Le parcours du mur traverse le Pont de Glienicke et continue jusqu’au prochain point permettant de traverser la Havel, la ligne de ferry F10 qui relie Wannsee à Kladow. Il s'éloigne donc en partie de la frontière dans la région berlinoise, et passe à côté de la Pfaueninsel et du Nikolskoe. Sur l'autre rive de la Havel, à Kladow, il s'approche de la frontière près de Potsdam et longe le chemin de ronde jusqu'au lac Groß Glienicker See dans le quartier de Groß Glienicke, partagé entre Berlin et Potsdam. Il continue ensuite du côté de Potsdam, près de la rive ouest du lac. En raison de la fermeture de la rive par quelques propriétaires, le parcours est dévié sur certaines rues du quartier et rejoint à nouveau la région berlinoise au nord de Groß Glienicke. Il prend ensuite la direction nord-est près de la Bundesstraße 2 (route nationale), puis nord-ouest et, entre Alter et Neuer Hahneberg, il rejoint Staaken. Au nord des lignes ferroviaires qui traversent le quartier, il continue principalement sur le sentier douanier du côté ouest-allemand de Berlin, en direction d'Eiskeller puis il prend de nouveau la direction de Brandebourg. Après avoir remonté la Schönwalder Chaussee, il bifurque de nouveau du côté de Berlin et rejoint la Havel au niveau de la Bürgerablage. Il traverse une nouvelle fois la frontière au niveau de Nieder Neuendorf. Le parcours longe ensuite la Havel en direction de Hennigsdorf, où un pont traverse la rivière. Il dépasse le quartier de Stolpe-Süd, puis continue sur le chemin de ronde des troupes frontalières de la RDA, tout d’abord vers l’est, puis traverse l’ancienne autoroute de transit en direction de Hambourg, près de l’ancien poste-frontière Stolpe/Heiligensee. Il prend ensuite la direction de Berlin-Frohnau vers le nord et, au niveau de la frontière entre Frohnau et Hohen Neuendorf, près de la Invalidensiedlung ("cité des Invalides"), il atteint son point le plus septentrional.

### De Frohnau au centre-ville de Berlin

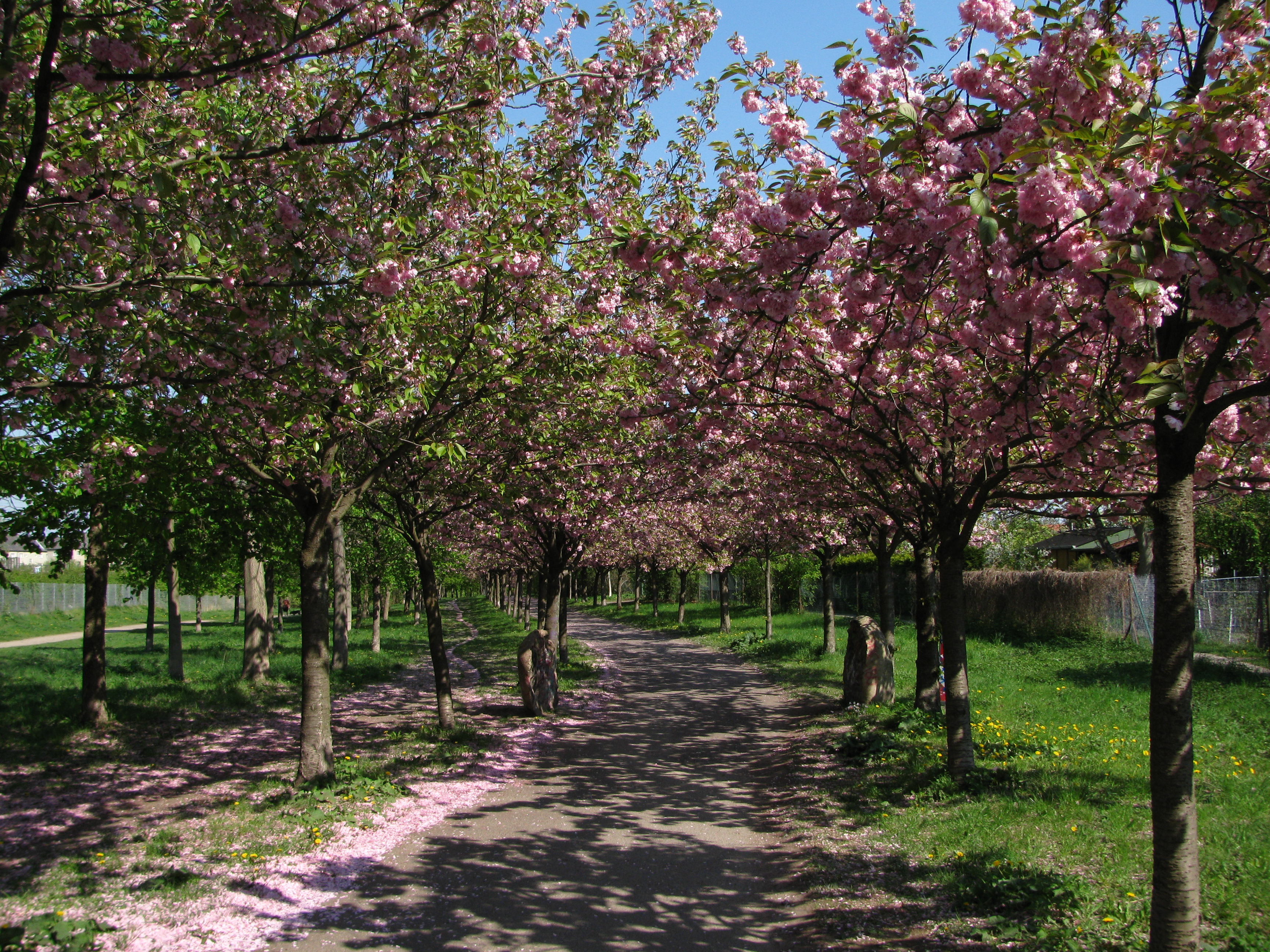
Portion du parcours bordée de cerisiers du Japon au nord du poste-frontière Bornholmer Straße

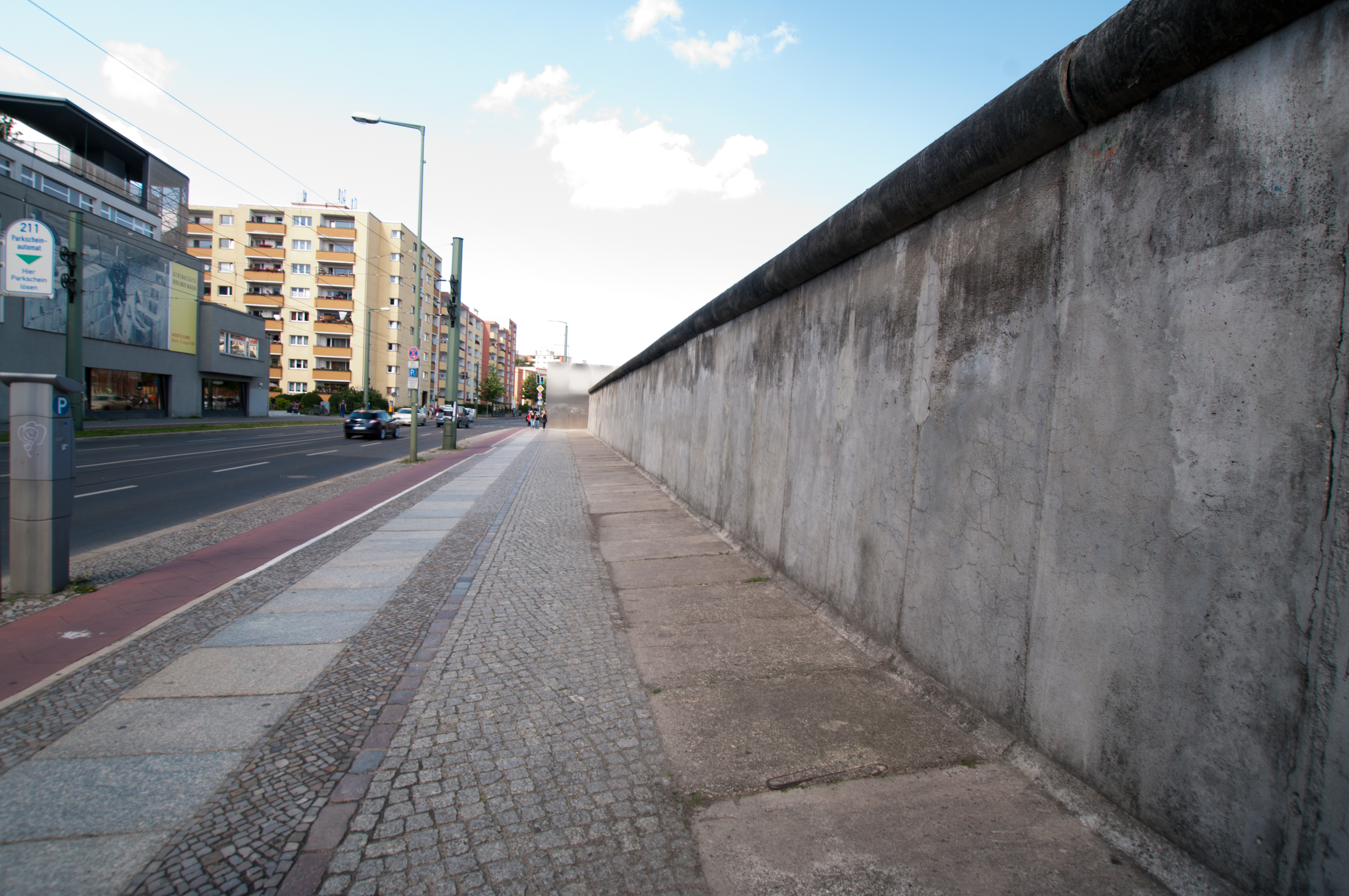
Mur de Berlin longeant la piste cyclable au niveau du Mémorial du mur de Berlin sur la Bernauer Straße.

Le parcours continue ensuite principalement en direction du sud, en empruntant le chemin de ronde entre Frohnau et Glienicke/Nordbahn. Près de Entenschnabel (le "bec de canard"), il se détourne de la région berlinoise. Il prend d’abord la direction de l’est et longe la Veltheimstraße à Berlin, puis traverse les rues de Glienicke. À Schildow (Mühlenbecker) il prend la direction du sud et arrive près du ruisseau Tegeler Fließ en empruntant l’ancien chemin de ronde et en traversant des espaces naturels. Il y rejoint la frontière de Berlin-Est et suit le chemin de ronde le long de la ligne Heidekrautbahn en direction de Wilhelmsruh. À Rosenthal, au niveau de la limite du Märkisches Viertel, il bifurque en amont de la Quickborner Straße, du côté de Berlin-Ouest. Un morceau du sentier douanier ouest-berlinois y est encore conservé en l’état. À Wittenau, le parcours rejoint le tracé de la Berliner Nordbahn, qu'il longe en direction du sud-ouest, d’abord dans l’ancienne région est-berlinoise, puis il suit la Wilhelm-Kuhr-Straße jusqu’au passage souterrain entre Esplanade et la Grüntaler Straße à Berlin-Ouest, à côté de la gare de Wollankstraße. Il longe ensuite le chemin de ronde à l’est des installations ferroviaires, où il est partiellement bordé de cerisiers du Japon. Il prend ensuite la direction du poste-frontière de la Bornholmer Straße, qu'il traverse ensuite. Après la Norweger Straße, il continue vers le pont Behmstraßenbrücke et traverse le Schwedter Steg jusqu'à la Schwedter Straße, avant de traverser le Mauerpark.
Le parcours se poursuit le long de la Bernauer Straße, qui appartenait à Berlin-Ouest, jusqu'à la Gare du Nord à l'ouest, il tourne ensuite à l'est des anciennes installations ferroviaires au nord, puis continue à l'ouest le long du cimetière de la Liesenstraße et retourne du côté de Berlin-Ouest dans le quartier de Wedding. Après le poste-frontière Chausseestraße, il poursuit son itinéraire sur le territoire de Berlin-Ouest. Il suit le cours du canal de navigation de Berlin-Spandauer vers le sud et traverse le cimetière des Invalides, dont une partie a été nivelée en 1961 afin de sécuriser la frontière.
Après avoir passé le poste-frontière Invalidenstraße, le tracé du mur suit l'ancien chemin de ronde le long du campus historique de l'Hôpital universitaire de la Charité à Berlin-Ouest. Il emprunte ensuite la Luisenstraße pour traverser la Spree et passe devant le palais du Reichstag, la porte de Brandebourg et le mémorial aux Juifs assassinés d'Europe avant d'arriver à la Potsdamer Platz.

## Lieux de mémoire et de commémoration

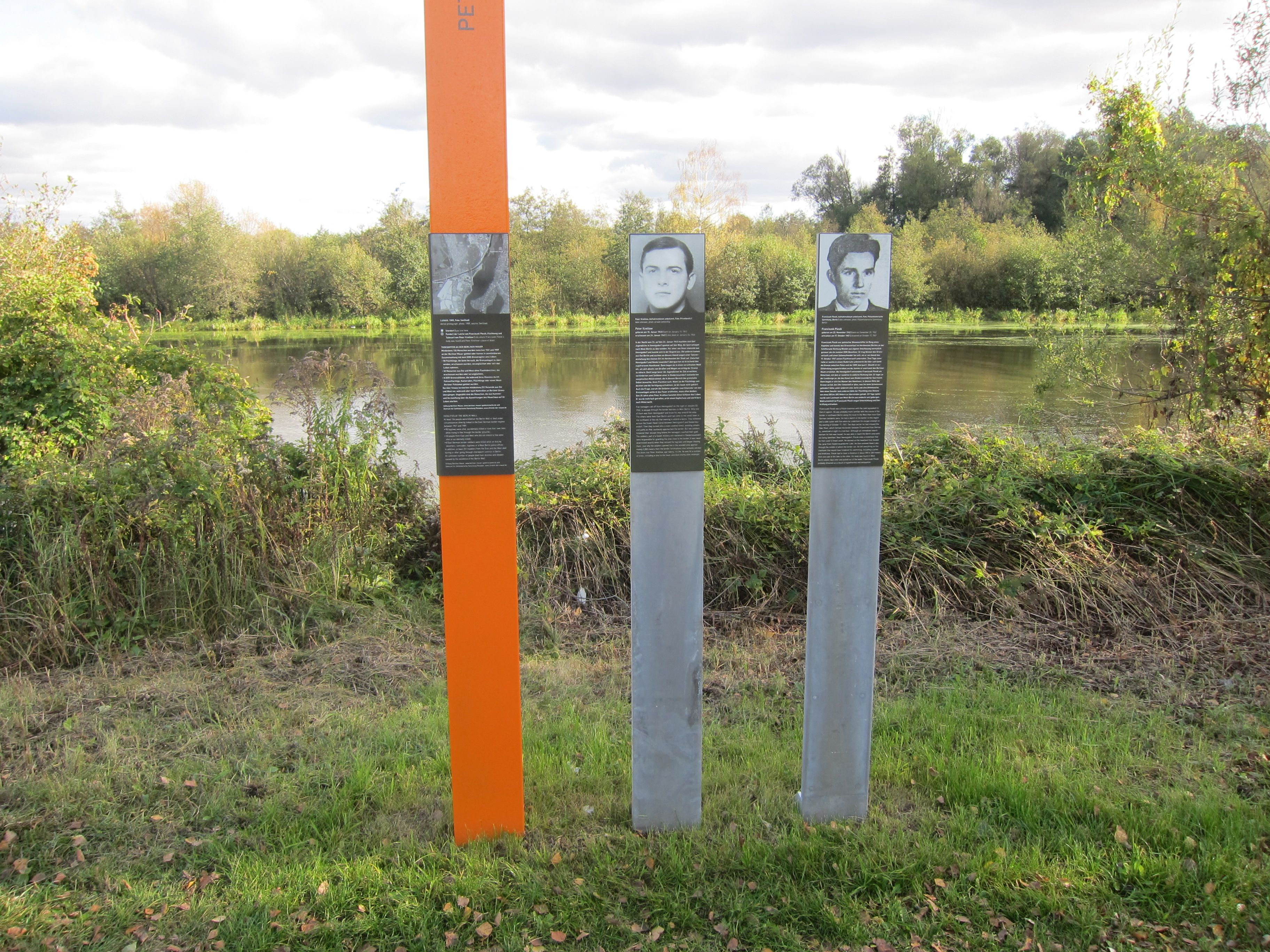
Stèle commémorative en hommage à Peter Kreitlow et Francisek Piesik à Nieder Neuendorf

Le parcours du mur longe les lieux de mémoire les plus connus du mur de Berlin, à l'instar du mémorial du mur de Berlin sur la Bernauer Straße, le mémorial de Günter Litfin au bord du canal de navigation Berlin-Spandauer, le monument Weiße Kreuze à côté du palais du Reichstag en commémoration des morts du mur de Berlin ou encore l'East Side Gallery. 
Les nombreuses stèles qui jalonnent le parcours ont été érigées en hommage aux victimes du mur et en commémoration des événements et des lieux marquants de son histoire.
En 1990, dans le cadre de la Sakura-Campaign, des cerisiers du Japon sont plantés dans plusieurs lieux de la ville de Berlin en signe de célébration de l'unification allemande. Une chaîne de télévision japonaise a organisé une campagne de financement pour ce projet. Sur le parcours du mur se trouvent plusieurs plantations de cerisiers du Japon, notamment aux abords de la Bornholmer Straße, du Lohmühlenbrücke à Treptow et du „Japan-Eck“ situé entre Teltow et Berlin-Lichterfelde.